# Prato della Valle
Il Prato della Valle (Pra de ła Vałe /pra dea vae/, in padovano) è la più grande piazza della città di Padova, con una superficie di 88620 m². 
La configurazione attuale risale alla fine del XVIII secolo ed è caratterizzata da un'isola ellittica centrale, chiamata isola Memmia (20000 m² circa), circondata da una canaletta (alimentata dal canale Alicorno) sulle cui sponde si trova un doppio anello di statue, con una circonferenza esterna di circa 572 metri.

## Denominazione
In periodo romano e altomedievale l'area era nota come Campo di Marte o Campo Marzio perché destinata, tra le altre funzioni, a luogo di riunioni militari. Successivamente l'area fu indicata sia come "Valle del Mercato", per i mercati e le fiere stagionali che qui avevano sede, sia come "Prato di Santa Giustina", in relazione alla presenza dell'omonima chiesa. Il toponimo "Prato della Valle" (Pratum Vallis) è riscontrato per la prima volta nel XII secolo.
Il termine Pratum veniva usato, in età medievale, per indicare un ampio spazio destinato a usi commerciali che spesso, se non lastricato, poteva anche ricoprirsi d'erba. Esso va inteso quindi soprattutto come indicativo di una funzione prevalente dell'area più che di una effettiva copertura erbosa.
Il termine "Valle" sta a significare "bassura" e "luogo paludoso". Esso deriva dalla conformazione dell'area lievemente concava e soggetta ad allagamenti e successivi impaludamenti del terreno fino alla fine del XVIII secolo.
In periodo monarchico l'area fu ufficialmente intitolata Piazza Vittorio Emanuele II pur continuando a essere chiamata, nell'uso comune, con il toponimo storico di Prato della Valle.

## Storia

### Periodo romano
Collocato immediatamente a sud dell'antico centro romano e della grande ansa del Medoacus, l'antico Brenta secondo il suo vecchio alveo, il Prato fu uno dei principali punti di passaggio per giungere in città; infatti qui confluivano le antiche piste paleovenete che collegavano Patavium con Ateste (oggi Este) e con Adria.
Nel Campo di Marte, antico nome di Prato della Valle, si affacciavano importanti edifici come il teatro, chiamato Zairo, sul lato est e secondo alcuni storici anche il tempio della Concordia e il circo della città.
Nel 304 la protomartire Giustina fu sepolta nell'area cimiteriale prossima all'area del Prato per secoli usata dagli abitanti di Patavium. Nel IV secolo la devozione cristiana per Santa Giustina portò alla costruzione di un primo luogo di culto nei pressi della sua sepoltura. Da questo momento in poi le sorti del Prato si legarono strettamente a quelle degli edifici sorti in onore di Santa Giustina.

### Medioevo
La città, in seguito all'invasione longobarda del VI secolo, abbandonata a lungo anche dal vescovo, si ridusse all'area più centrale specialmente dopo le pesanti distruzioni dovute all'invasione degli ungari del IX secolo. Il Prato si ritrovò così ai margini della città.
Il monastero e gli altri edifici giustinianei furono il presidio che si oppose al totale abbandono dell'area del Prato. Qui, infatti, a partire dal primitivo sacello, fu realizzata nel corso del VI secolo la prima basilica di Santa Giustina per iniziativa del patrizio Opilione.
Nel 589 una serie di gravi alluvioni sconvolsero l'assetto idrografico di molti fiumi della pianura padana. Il Brenta modificò il suo corso spostandosi a nord del centro urbano e il suo alveo dentro la città viene occupato delle acque del Bacchiglione (l'antico Edrone). A seguito di questo periodo di disordine idrografico l'area del Prato si trasformò in una zona acquitrinosa e paludosa piena di zanzare.
Nel 970 il vescovo Gauslino visitando la basilica e la zona del Prato la descrisse come desolata e abbandonata; promosse, quindi, la costruzione di un monastero che fu dotato di cospicui possedimenti tra cui l'intera area di Prato della Valle. In realtà il Prato era considerato appartenente a Santa Giustina almeno dal VII secolo e perciò il vescovo ratificò semplicemente una situazione ormai consolidata.
Dalla metà dell'XI secolo, contestualmente a una rinascita di tutta la città, si tornarono ed effettuare mercati in Prato della Valle; a quest'epoca infatti risale l'uso del termine Pratum per quest'area come indicativo di luogo commerciale.

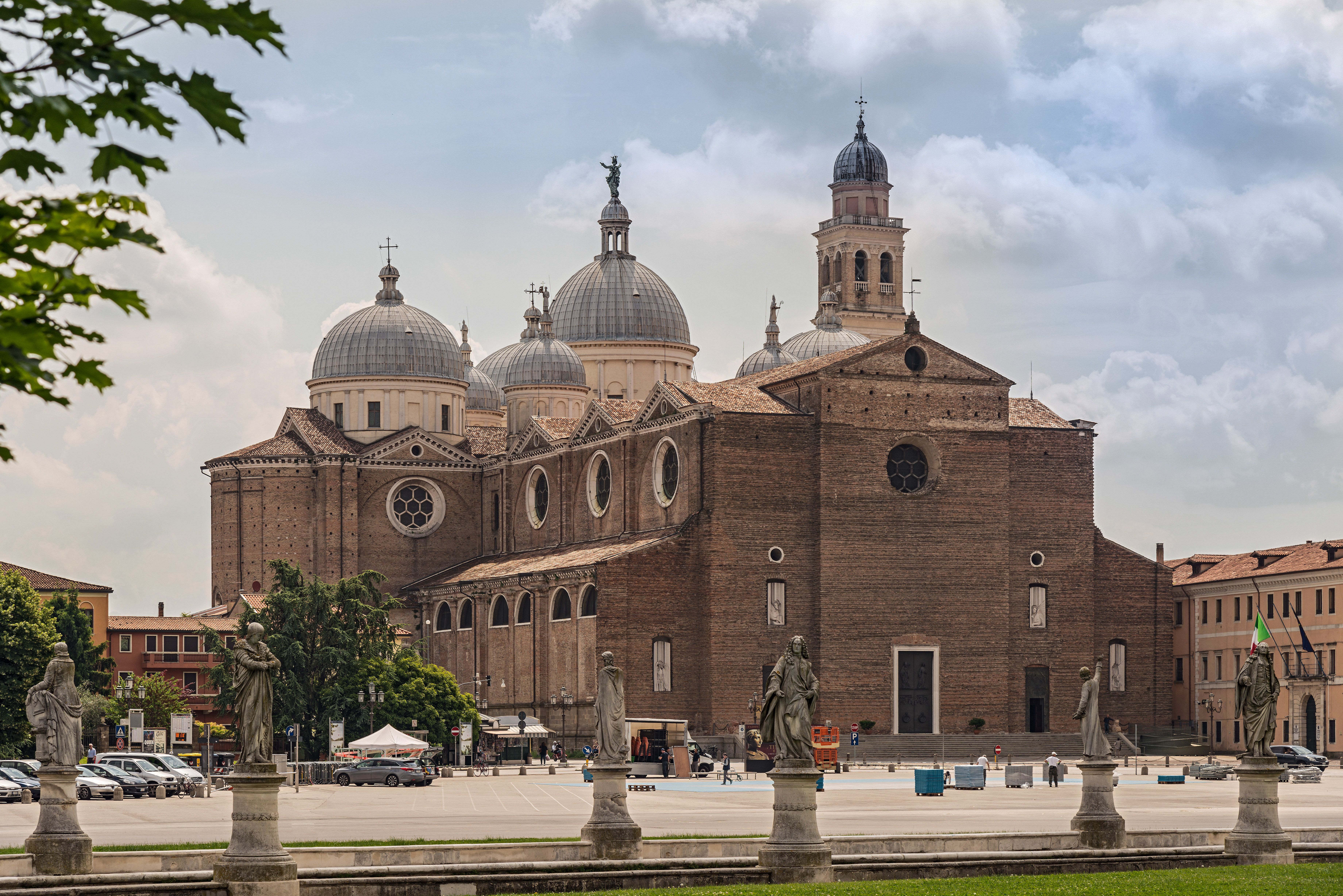
L'attuale basilica di Santa Giustina

Numerose controversie legali videro fronteggiarsi la città e il monastero sui diritti legati ai mercati ed alle fiere da tenersi in Prato; fondamentale in tal senso fu il "placito" del 1077 in cui il vescovo Ulderico confermò ai monaci di Santa Giustina la proprietà del Prato riservandosi però il diritto di usare i resti del teatro romano ancora presenti sull'area come cava di pietra.
Nel 1117 un violento terremoto distrusse la prima basilica di Santa Giustina che venne ricostruita, attorno al 1123, per iniziativa dell'abate Benzone usando forme romaniche.
A partire dal XII secolo sono documentati vari spettacoli e giochi svolti in Prato come “l'uomo selvatico” e “i castelli d'amore” oltre a sacre rappresentazioni della Passione e della Resurrezione.
Dal 1257 si svolgono in Prato anche corse di cavalli a ricordo della liberazione dalla tirannia di Ezzelino III da Romano.
Questi utilizzi furono permessi da alcuni interventi di parziale bonifica del Prato svoltisi nell'XI secolo; nel 1310 un più vasto intervento di sistemazione dell'area di Prato della Valle fu operato sotto la guida di fra Giovanni Eremitano.
Il 7 ottobre 1399 si concluse in Prato una grandiosa processione, detta dei "Bianchi”, che per 9 giorni attraversò tutta la città chiedendo pace per il secolo seguente.
Tra la fine del XIV e l'inizio del XV secolo fu realizzato il Maglio Carrarese (la forgeria cittadina) in prossimità del Prato. Questo edificio, usando l'acqua dei canali più prossimi al Prato, insieme allo sbarramento determinato da vari mulini fu alla base di nuove frequenti alluvioni che coinvolsero l'area nei secoli successivi.
Nel corso del Quattrocento venne realizzato, all'angolo nord del Prato, un imponente edificio porticato su tre arcate come residenza padovana del cardinale Bessarione (oggi noto come palazzo Angeli).

### Età moderna

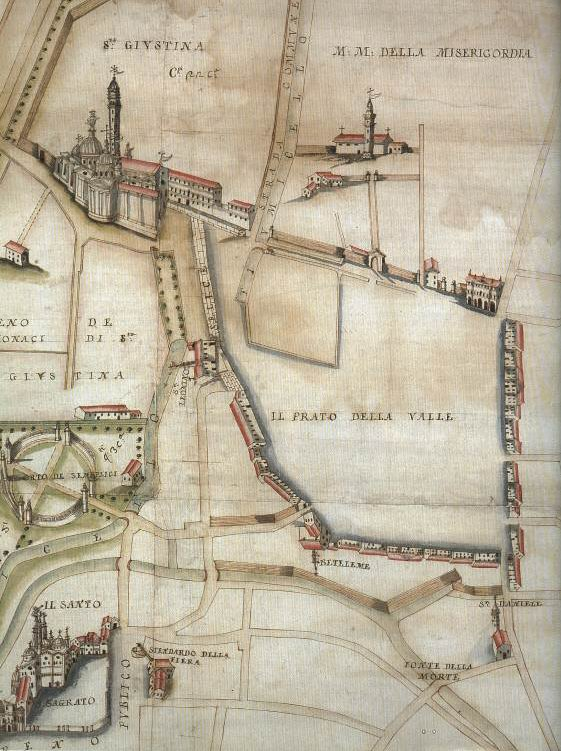
Prato della Valle nel 1767, prima del progetto di Andrea Memmo

Il Prato, seppur gravato da una sfavorevole condizione idrografica, continuò a mantenere la sua vocazione consolidata di luogo di mercato, di spettacolo popolare e di devozione religiosa.
Nel 1434 il banchiere fiorentino Palla Strozzi, esiliato da Firenze, si stabilì a Padova facendosi costruire in Prato un palazzo che importò per primo il linguaggio architettonico del Rinascimento in città.
Sempre nei primi decenni del XV secolo fu ampliato considerevolmente il monastero di Santa Giustina.
Durante una giostra del 1466 venne esibito in Prato il gigantesco cavallo ligneo (oggi collocato a Palazzo della Ragione) fatto costruire da Annibale Capodilista sul modello del monumento equestre al Gattamelata eseguito da Donatello durante il suo soggiorno a Padova.
Nel 1498 si iniziò la demolizione della basilica romanica di Santa Giustina per erigere la nuova ed attuale chiesa rinascimentale.
Il 15 aprile 1532 il rivoluzionario riformato tirolese Michael Gaismair, sotto protezione della Repubblica di Venezia fu assassinato in Prato della Valle.
Su progetto di Andrea Moroni, già architetto della nuova basilica, nel 1556-1557 si costruì palazzo Zacco al Prà (oggi Circolo ufficiali di presidio).
Nel 1539 e nel 1580 gravi esondazioni portarono a nuovi impaludamenti del Prato.
A partire dal 1521 si avviò il cantiere di Palazzo Grimani su progetto del Rusconi e del Contin.
A partire dal 1608 venne realizzato il collegio universitario Da Mula, al centro del lato est del Prato. Questo edificio, dopo essere divenuto un'abitazione privata, andò distrutto in un incendio del 1821. Sempre nel 1608 la fiera del Santo fu trasferita dalla piazza antistante la basilica antoniana verso il Prato per esigenza di uno spazio maggiore.
Dal 1636 al 1791 era in attività il Teatro Vacca, nato dalla trasformazione dello Stallone, che era un ricovero e fienile per gli animali, di proprietà dei frati di Monteortone. A seguito delle leggi ecclesiastiche napoleoniche, l'edificio venne espropriato e incamerato dal demanio per essere lottizzato e rivenduto come abitazione. Nel 1845 venne acquistato dal mercante armeno Edoardo Aganoor; nel 1855 vi nacque la poetessa Vittoria Aganoor.
Durante tutto il XVII e XVIII secolo si ripeterono inondazioni del Prato che non trovarono soluzione definitiva.
Nel 1766 si svolsero in Prato le prime corse con le bighe (le cosiddette Padovanelle, antenate dei moderni sulky per la corsa al trotto) che continuarono fino al XX secolo.

#### La trasformazione voluta da Andrea Memmo

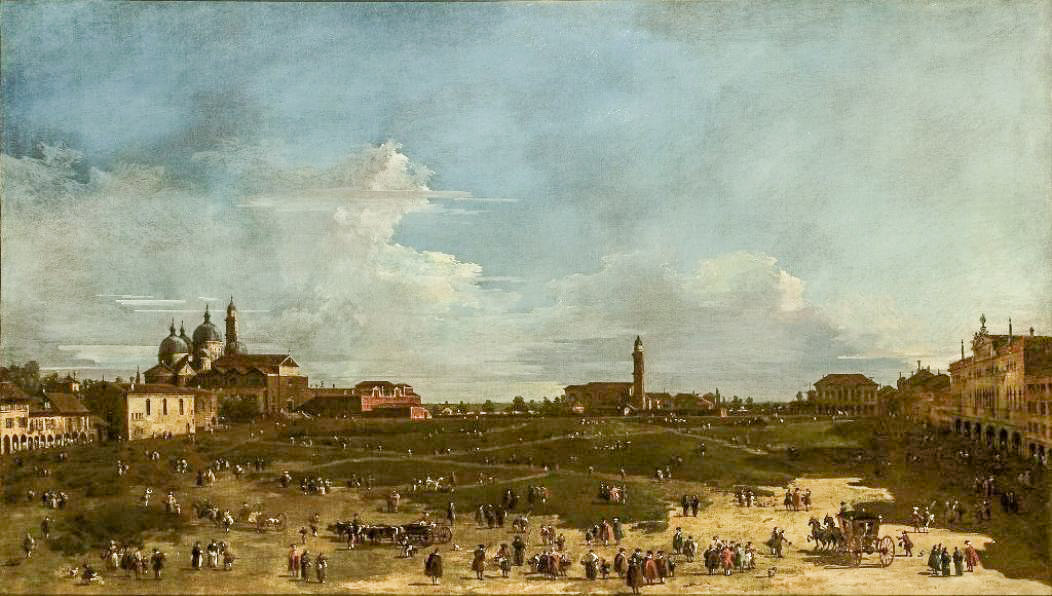
Il Prato della Valle poco prima della trasformazione di Andrea Memmo in un quadro di Francesco Guardi (Museo delle belle arti di Digione).

Nel 1767, al termine di un'aspra lotta, il Prato cambiò proprietario passando dal monastero di Santa Giustina all'amministrazione cittadina. Questo avvicendamento rappresentò il presupposto fondamentale per le trasformazioni successive poiché l'amministrazione pubblica dovette d'ora in poi farsi carico dei secolari problemi di dissesto che gravavano sull'area.
Infatti, nello stesso anno fu creata una magistratura ad hoc per occuparsi di quest'area: la Presidenza del Prato. Questa istituzione, composta da 4 notabili cittadini, ebbe lo scopo di gestire il Prato e garantire lo svolgimento delle manifestazioni in esso ospitate. Il suo ruolo nella successiva trasformazione dell'area fu però principalmente formale.
Il vero artefice della trasformazione del Prato fu infatti Andrea Memmo giunto in città con l'incarico di Provveditore straordinario nel 1775.
Il suo programma di governo per Padova si basò su due obiettivi essenziali: il rilancio commerciale e gli interventi di igiene pubblica. Essi trovarono una perfetta sintesi nel suo progetto per Prato della Valle.
I lavori cominciarono nell'estate del 1775 per poter dare i primi risultati visibili in occasione della fiera autunnale di Santa Giustina.
Andrea Memmo controllò quotidianamente lo svolgimento dei lavori, durante la permanenza a Padova, risiedendo nel quattrocentesco palazzo, già del cardinale Bessarione, all'ingresso settentrionale di Prato della Valle.

##### Linee generali del progetto
È convinzione comune che Andrea Memmo immaginò di fare del Prato un luogo in cui potessero aver luogo in maniera funzionale gli eventi fieristici storicamente qui localizzati e che negli altri tempi dell'anno fosse un luogo di ristoro e di passeggio per la popolazione; ma, secondo altri, egli in realtà intendeva fornire una bella struttura agonistica, un vero e proprio circo lusorio, al tradizionale palio dei cavalli barberi che si teneva annualmente in Padova, a cacce di animali selvaggi, a fuochi d'artificio, a regate di barche nel canale perimetrale e di carrozze nella via anch'essa ovale che lo fiancheggiava, ma soprattutto a quelle gare che piacevano ai signori veneziani suoi concittadini e cioè alle corse circensi delle loro bighe e agli arrivi delle maratone stradali dei loro fantini a piedi, cioè dei lacchè o volanti, prestazioni estenuanti che per consuetudine si svolgevano tra Mestre e Padova. Così infatti leggiamo in un anonimo trattatello circense del 1836: 
I lacché in gara dunque partivano dal detto circo e, dopo aver girato il "palo" di Mestre, vi ritornavano per tagliare il traguardo. Immaginiamo le scommesse che i loro crudeli signori certamente si divertivano a fare puntando sulle capacità del proprio uomo partecipante all'agone; ecco tra gli spettatori anche niente di meno che Pietro Leopoldo d'Austria Granduca di Toscana (1765-1790), cioè il futuro imperatore Leopoldo II: 
Che quest'utilizzo agonistico della grande spianata al centro della città fosse in segreto il vero fine del Memmo si evince anche da un testo in cui un suo amico, pur perorando la bontà dei suoi intenti, spiegava con dovizia di particolari perché alla fine, avendo trovato troppe difficoltà (concrete o esagerate che fossero), il provveditore veneziano aveva dovuto rinunziare a quella realizzazione fieristica e si era dovuto accontentare di offrirne ai padovani una che era invece non solo sostanzialmente circense ma anche purtroppo molto incompiuta; insomma una struttura ovale fatta a scaglioni, ossia a gradinate di pietra, per far sedere il pubblico, con qualche comodità per quello nobile.
Segue nel suddetto trattatello un elenco dei nomi dei vincitori che in quelle gare particolarmente si distinsero, sia nelle gare per i lacchè a piedi sia in quelle per nobili aurighi, cioè delle bighe, ravvisandosi ovviamente nei cognomi dei secondi quelli di principali famiglie veneziane: 
Nelle corse parziali dei Lacchè
- Picino Angelo.
- Finco Antonio.
- Schila Giuseppe.
- Badia Antonio.
- Palermo Mariano.
- Peverin Domenico.
- Bernardinelli Antonio.
- Martello Carlo.
- Costa Paolo.
- Baggio Pietro.
- Ceresa Paolo.

- Morte Antonio.
- Nardini Giuseppe.
- Bologna Gio. Battista.
- Meneghini Antonio.
- Bettini Gio. Battista.
- Rabaldi Giovanni.
- Contenti Angelo.
- Menegazzi Gio. Battista.
- Poiana Gio. Battista.
- Petito Pietro.
- Coradi Girolamo.

- Bologna Santo.
- Picino Francesco.
- Paina Paolo.
- Bianchini Giuseppe.
- Strajoto Domenico.
- Coppa Girolamo.
- Schincaglia Gio. Battista.
- Nardini Nicola
- Giustiniani Paolo.

Nelle corse parziali delle Bighe
- Il N. Alessandro Pepoli.
- Il N. Giacomo Savorgnani.
- Il N. Simone Contarini.
- Il N. Lodovico Priuli.
- Il N. Agostino Nani.
- Il N. Antonio Riva.
- Il N. Zaneto Morosini:

ed altri.

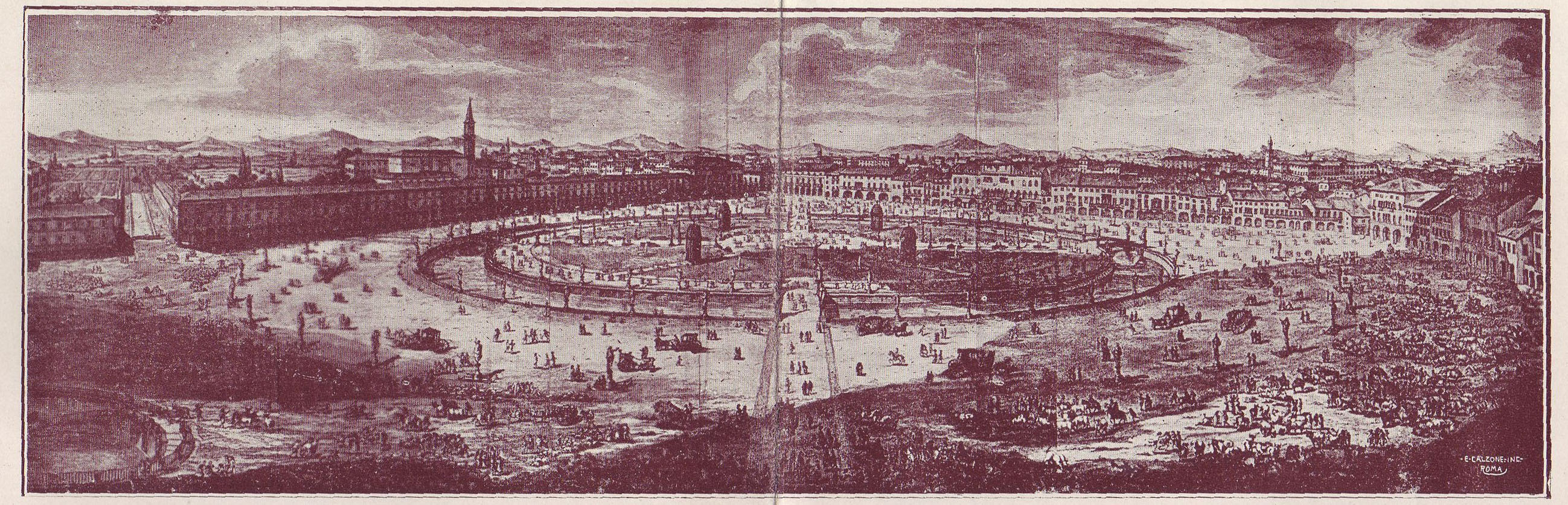
Il progetto finale di Andrea Memmo in un'incisione di Francesco Piranesi

Impostata nei suoi tratti principali dallo stesso Memmo, appassionato d'architettura, la trasformazione del Prato fu caratterizzata dalla creazione di un'isola centrale circondata da un canale artificiale di forma ellittica che sulle sue rive ospita un doppio anello di statue (un terzo giro fu progettato ma mai realizzato). La redazione professionale del progetto fu affidata dal Memmo all'abate Domenico Cerato, professore d'architettura all'università patavina.
Una nota incisione del 1786 di Francesco Piranesi, preceduta da un disegno preparatorio di Giuseppe Subleyras, illustra il progetto definitivo per l'intero invaso della piazza. In essa si possono notare i progetti, non realizzati, per un lungo edificio porticato sul lato sud del Prato (anteriormente allo scomparso convento della Misericordia, e dove oggi si trova l'ex Foro Boario) e le passeggiate previste sulle sponde del canale Alicorno.

##### L'isola Memmia e la canaletta

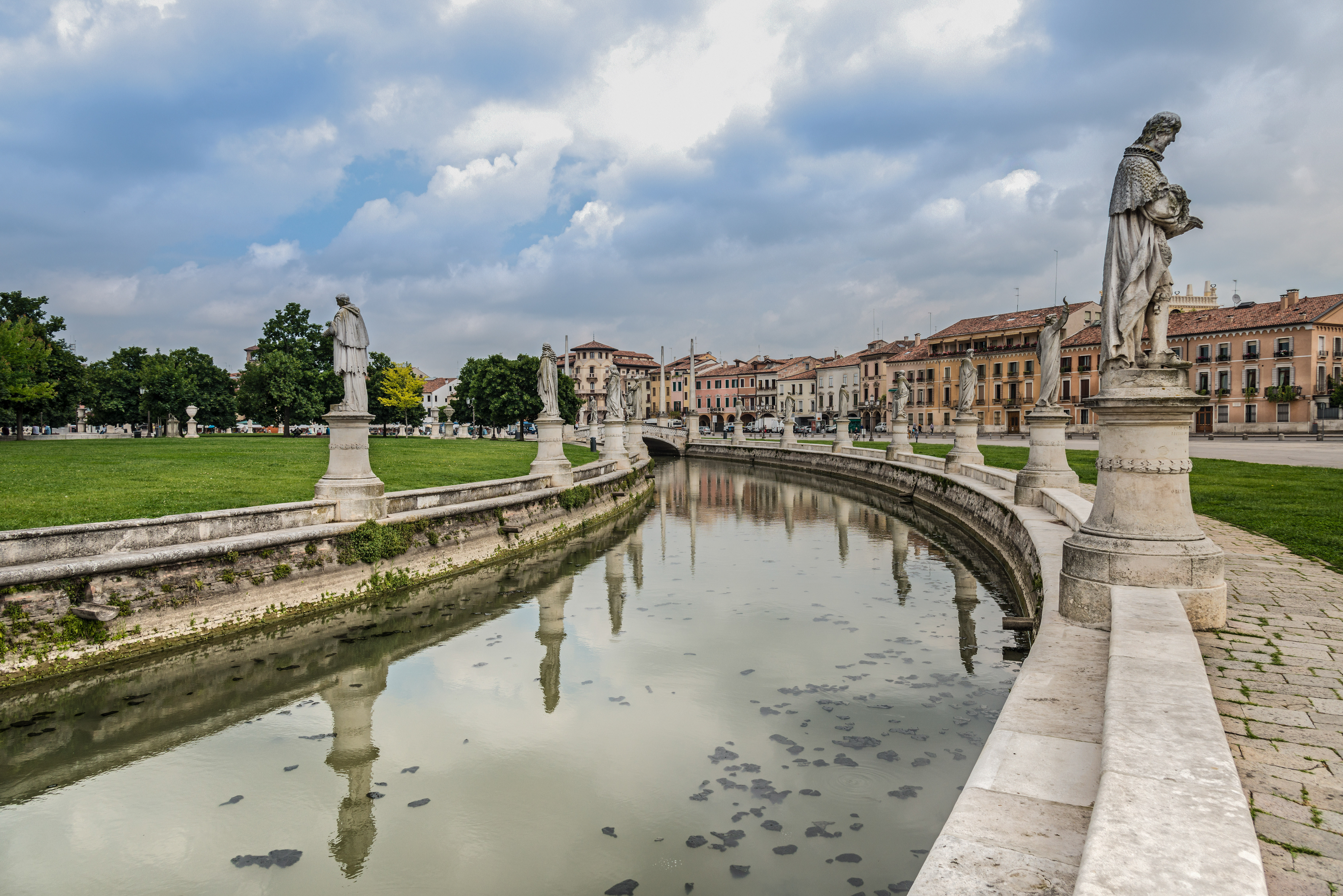
Veduta della canaletta.

L'isola venne realizzata attraverso il trasporto di 10000 carri di terreno che servì a riempire la depressione centrale che caratterizzava il Prato impedendo quindi il ristagno delle acque e i fenomeni di impaludamento che colpivano periodicamente l'area. L'isola prese subito l'appellativo di Memmia in onore del suo creatore.
L'isola, secondo il progetto originale, durante le fiere doveva ospitare delle strutture lignee per 54 botteghe disposte seguendone la forma ellittica. Queste costruzioni temporanee, effettivamente realizzate, furono però usate per pochi anni prima in maniera completa e poi montando solo le botteghe della semi-ellisse verso sud.
L'affitto di questi spazi avrebbe contribuito al pagamento dei lavori di trasformazione del Prato.
La canaletta ellittica che cinge l'isola fu pensata sia come elemento di paesaggio sia come elemento essenziale della bonifica; infatti funzionò anche come canale di raccolta e di scolo per le acque piovane. La canaletta è alimentata dal canale Alicorno che oggi scorre in gran parte tombinato e quindi non visibile. Le acque entrano ed escono dalla canaletta attraverso due apposite bocche collocate in corrispondenza del ponte meridionale (Ponte dei Papi) che dà accesso all'isola.

### Tra Ottocento e Novecento
La realizzazione del progetto di Andrea Memmo procedette sempre più lentamente dopo la morte, nel 1793, del suo ispiratore. Soprattutto l'alternarsi delle dominazioni francesi ed austriache tolse slancio all'idea iniziale. Nel corso del XIX secolo comunque l'isola e la canaletta trovarono un assetto definitivo, anche se non totalmente conforme al progetto originario, mentre i cambiamenti si concentrarono sugli edifici prospicienti.
Nel 1810 con la soppressione napoleonica degli ordini religiosi i monaci furono allontanati dal monastero di S. Giustina ed il complesso divenne ospedale militare. Nello stesso frangente furono chiusi per poi essere abbattuti anche il convento e la chiesa della Misericordia, il convento e la chiesa di Betlemme e la chiesa di San Leonino, prospicienti il Prato.
Nel 1822 fu distrutto da un incendio il collegio Da Mula, poi sostituito nel 1861 dalla Loggia Amulea. Durante la podesteria di Antonio Venturini (1816-1822) avvenne la sistemazione, come nuova passeggiata, della strada che va dal bastione di Santa Croce al Prato della Valle, costeggiante il canale Alicorno, che fu così chiamata Strada Venturina (attuale via 58º Reggimento Fanteria). 
Nel 1825 Giuseppe Jappelli presentò un esteso progetto per trasferire la cittadella universitaria lungo il lato est del Prato, il progetto non fu realizzato.
Nel 1842-45 si realizzarono il castello ed il giardino Pacchierotti (oggi area campo Tre Pini-Antonianum): il celebre castello in stile neogotico, oggi scomparso, nacque dalla trasformazione di Ca' Farsetti, che fu acquistata nel 1804 da Gaspare Pacchierotti.
Via Cavazzana, che dà accesso al Prato dall'angolo sud-est, venne aperta nel 1890.
L'illuminazione elettrica raggiunse Prato della Valle nel 1910.

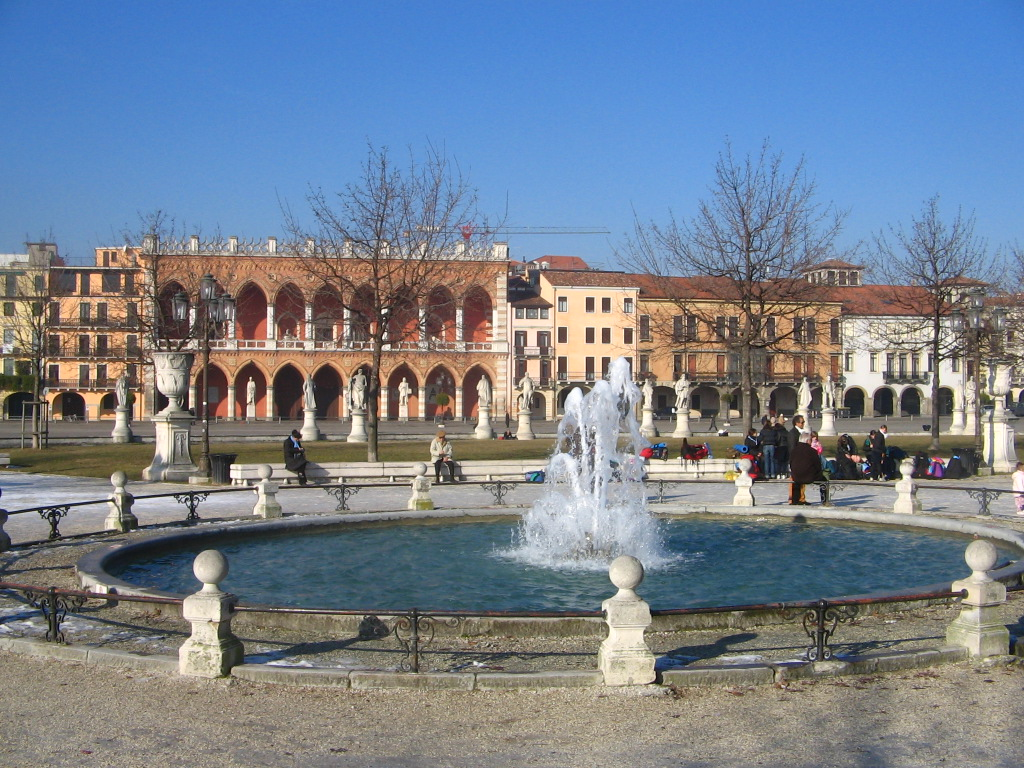
La fontana al centro dell'isola Memmia. Sullo sfondo si intravede la Loggia Amulea.

Nel 1913 su una parte dell'area prima occupata dal monastero della Misericordia si diede il via alla realizzazione del Foro Boario.
Durante la prima guerra mondiale il Prato venne occupato da autocarri militari: in questo periodo si riscontrarono gravi danni alle statue e ai masegni, e il terreno venne inquinato da benzina e olio minerale.
Tra il 1921 e il 1928 venne aperta via Luca Belludi, per collegare direttamente il Prato con la basilica di Sant'Antonio, con il totale rifacimento degli edifici prospicienti.
Nel 1926 si inaugurò la fontana al centro dell'isola che, seppur prevista nel progetto del Memmo, non era mai stata realizzata.
Nel corso degli ultimi due secoli, oltre alle tradizionali funzioni commerciali e di pubblico ritrovo, il Prato è stato usato anche come luogo per le parate militari, sia da parte dell'esercito italiano sia da parte degli eserciti stranieri.
Nel 1938 in Prato si svolse l'adunata oceanica per la visita di Benito Mussolini in città.
Nel 1956 avvenne il tombinamento del canale Alicorno, che alimenta la canaletta del Prato della Valle, lungo via 58º Reggimento Fanteria (ex via Venturina).
Tra il 1975 e il 1979 fu collocata al centro dell'Isola Memmia, nell'ambito della 10ª Biennale del Bronzetto e della Piccola Scultura, l'opera La grande sfera, realizzata dallo scultore Toni Benetton. 
Quale luogo di incontro tra la città e grandi personalità in visita a Padova, il Prato ha ospitato anche la celebrazione della messa da parte di Papa Giovanni Paolo II nel 1982.
Tra gli anni sessanta e gli anni ottanta del Novecento la crescente invasività del traffico automobilistico trasformarono l'area del Prato esterna all'isola Memmia in un grande parcheggio e l'isola stessa finì per essere percepita come un'immensa aiuola spartitraffico.

### Il Prato della Valle oggi
L'area del Prato della Valle è stata oggetto di un complesso intervento di recupero a partire dai primi anni novanta. Tale recupero ha riguardato sia l'aspetto fisico dell'area sia quello sociale-funzionale. Progressive limitazioni alla circolazione delle auto hanno eliminato quasi totalmente le aree di parcheggio usate fuori dall'isola Memmia. Un nuovo assetto della vegetazione dell'isola ha consentito all'area di essere utilizzata da un grande numero di giovani, soprattutto nei mesi estivi come luogo di ritrovo per studiare all'aperto o prendere il sole. L'aumento dell'illuminazione pubblica ha permesso anche l'uso serale, soprattutto d'estate, quando l'isola è gremita di ragazzi tra i quali spesso si formano veri e propri gruppi che intrattengono la gente con musica o piccole recite improvvisate.
Da alcuni anni, l'esterno dell'isola, essendo asfaltato, è spesso utilizzato da pattinatori; in alcune occasioni si svolgono vere e proprie gare di pattinaggio professionistico.

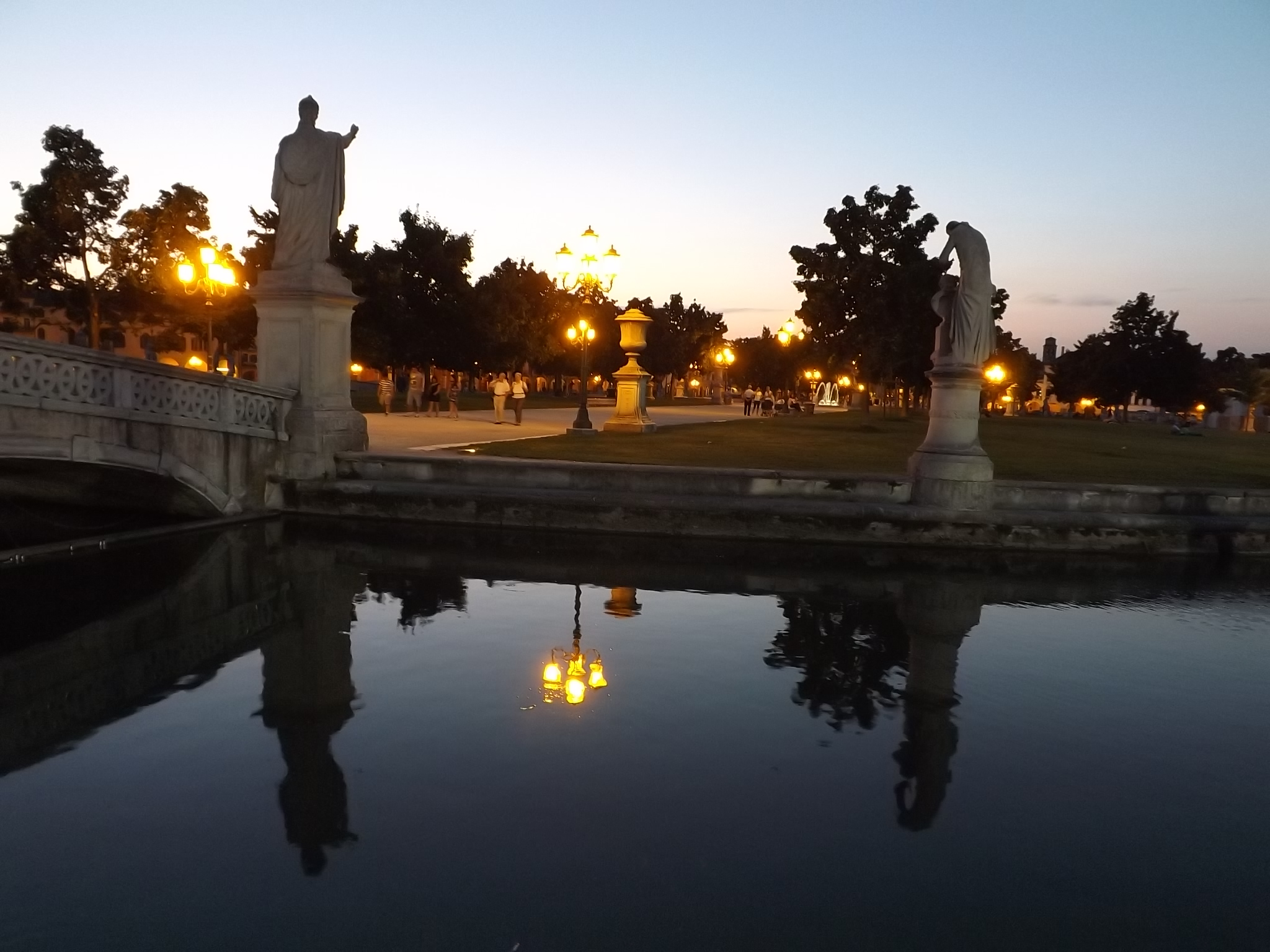
Scorcio crepuscolare.

Il Prato mantiene, ovviamente, anche le sue funzioni storiche di luogo di commercio e di spettacolo.
Ogni sabato vi si svolge il mercato tradizionale di Padova con oltre 160 banchi e ogni terza domenica del mese il mercatino dell'antiquariato. Dall'autunno 2007 alcuni banchi del quotidiano mercato di frutta e verdura delle piazze attorno al Palazzo della Ragione sono stati trasferiti in Prato.
Più volte l'anno il Prato ospita concerti (varie volte vi ha fatto tappa il Festivalbar) con decine di migliaia di spettatori. Anche il gruppo storico dei Pooh, in occasione del quarantennale vi ha fatto tappa nel 2006 con ben più di 150000 spettatori. Ogni Capodanno e Ferragosto vengono organizzate in Prato feste con musica e fuochi artificiali; particolarmente apprezzati quelli ferragostani che registrano spettatori da tutto il Veneto.
In occasione dei grandi eventi sportivi, come i Mondiali di calcio, vengono allestiti maxischermi per seguire gli eventi. La piazza è anche sede tradizionale dei festeggiamenti in caso di vittorie calcistiche delle squadre italiane.
Il lato sud della piazza, alle spalle dell'edificio del ex-Foro Boario, è stato interessato  da un progetto di trasformazione e riqualificazione (cosiddetto Progetto Crotti). Esso prevede il restauro della facciata dell'ex-Foro Boario, la realizzazione di un parcheggio sotterraneo alle spalle dell'edificio stesso nell'area già oggi dedicata a parcheggio a raso. L'abbattimento delle tribune dello Stadio Appiani sul lato est e la sostituzione con una più piccola struttura in legno mantenendo la funzione sportiva del campo. È prevista la copertura del velodromo Monti.

## Le statue

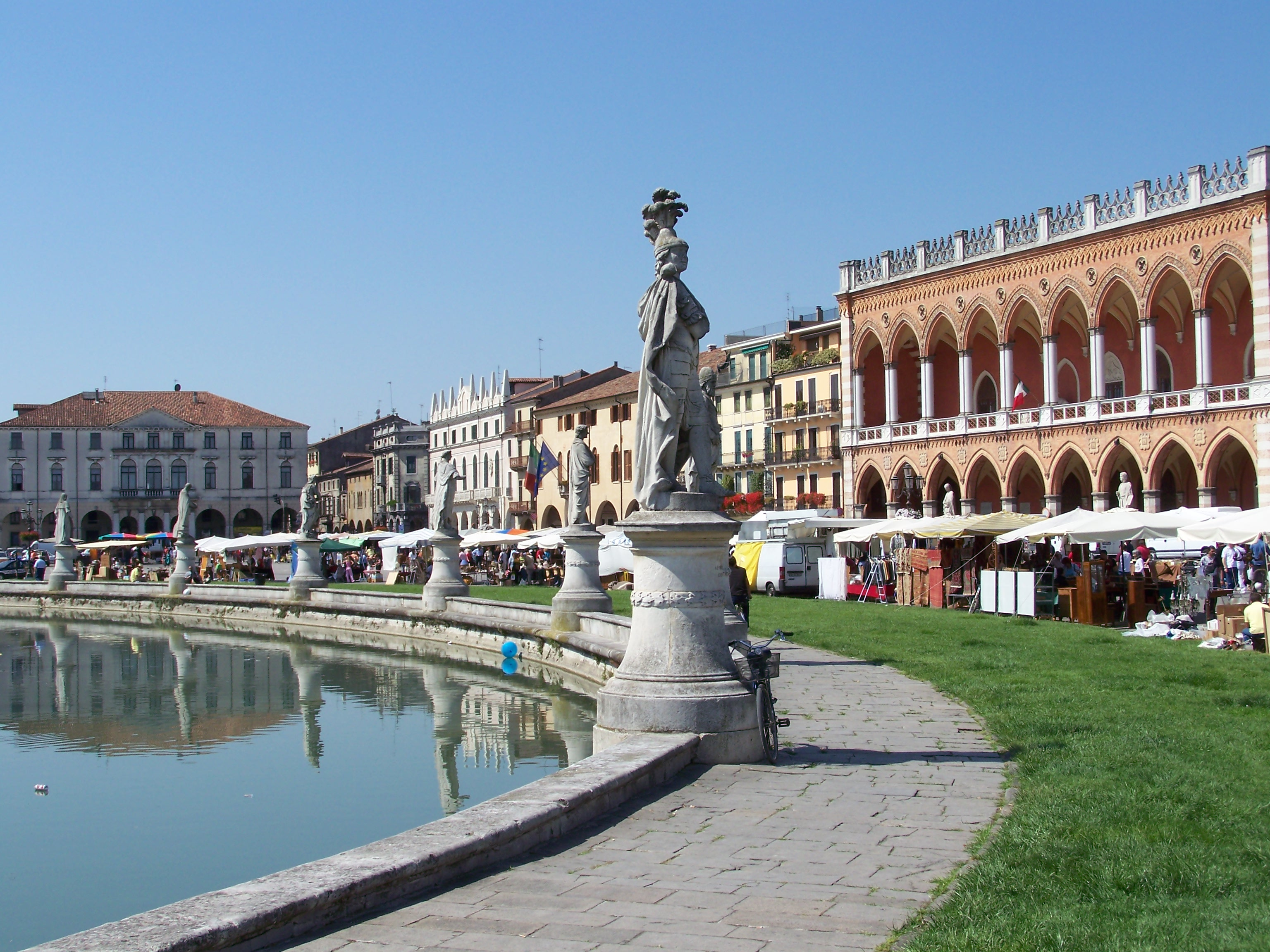
Alcune statue di Prato della Valle (in primo piano quella di Antenore).

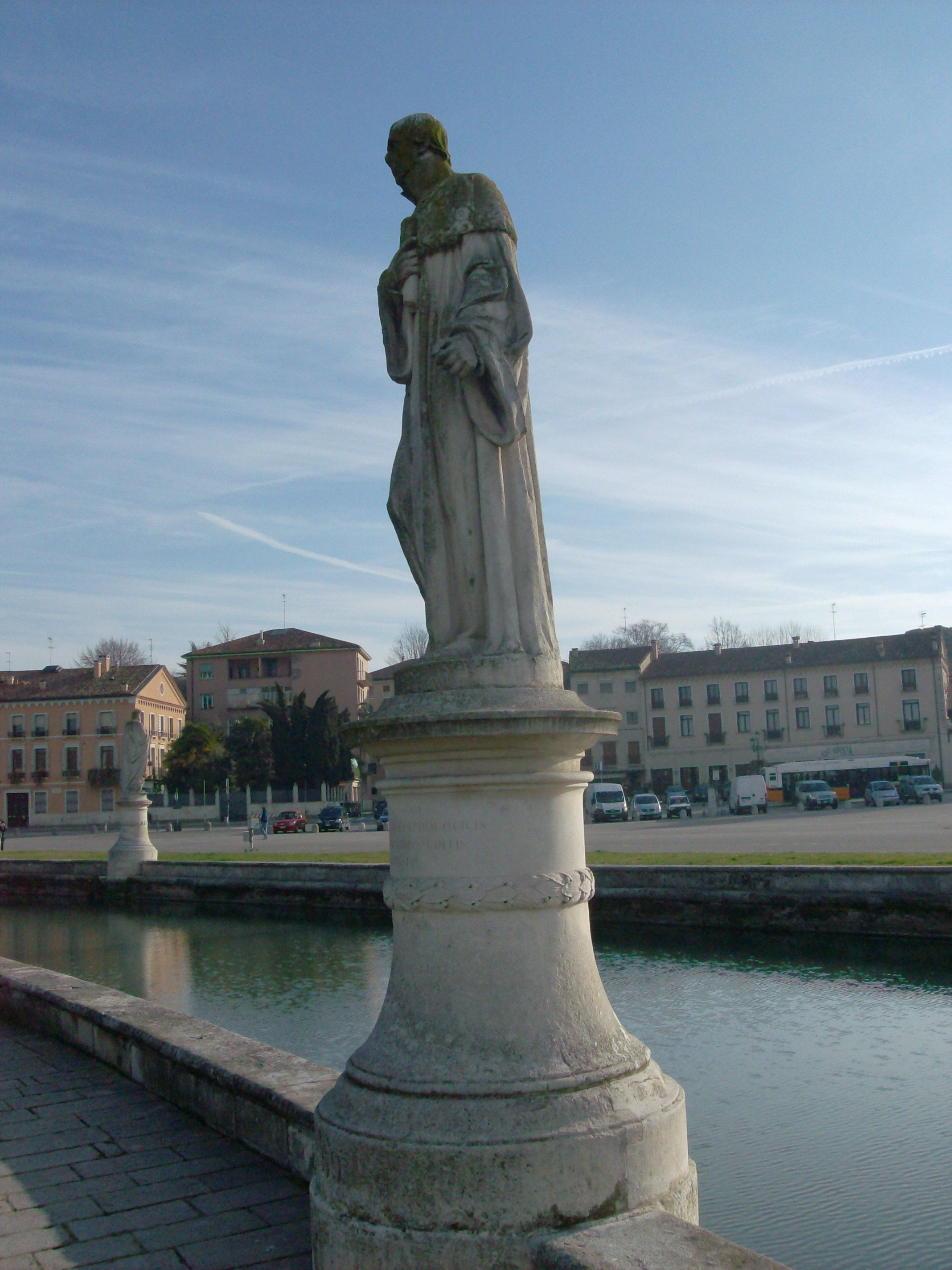
Statua di Francesco Luigi Fanzago in piazza Prato della Valle, Padova.

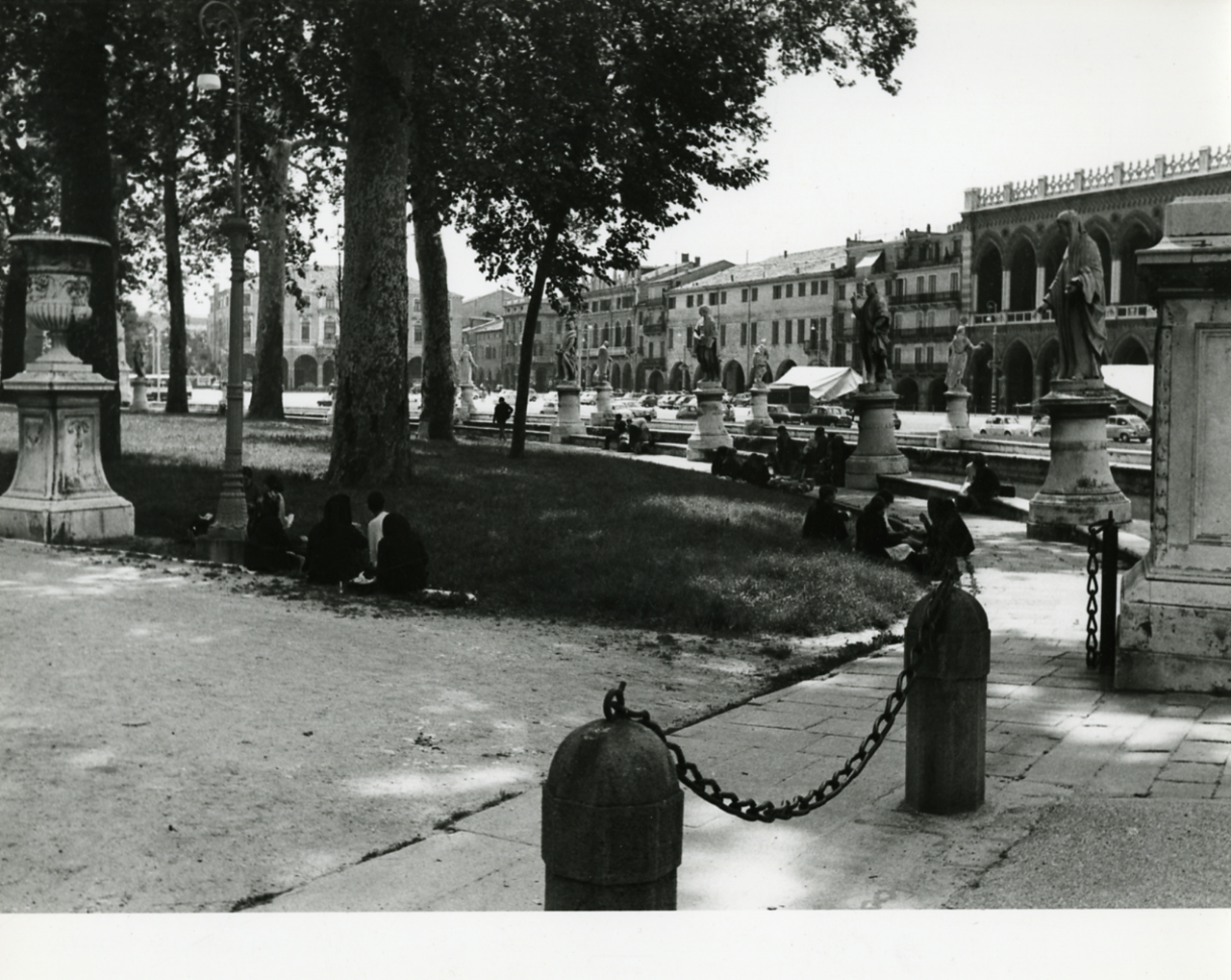
Dettaglio delle statue in una foto di Paolo Monti del 1967. Fondo Paolo Monti, BEIC.

Le statue sono attualmente 78 (40 lungo l'anello esterno e 38 lungo quello interno), ma secondo il disegno originario sarebbero dovute essere 88. La disposizione odierna deriva principalmente dalla distruzione di sei statue raffiguranti dogi veneziani abbattute dall'esercito napoleonico nel 1797; in seguito a questo episodio vi fu un riposizionamento di diverse statue e soprattutto la collocazione sui piedistalli dei ponti est e ovest (originariamente anch'essi pensati per statue) degli attuali obelischi prima collocati lungo i quattro viali interni dell'isola. I due piedistalli interni del ponte nord sono tuttora privi di statua.
Un preciso regolamento (emanato dalla Presidenza del Prato il 10 febbraio 1776) fissò le norme per la realizzazione delle statue: non potevano essere ritratte persone in vita, non potevano essere ritratti santi (a essi erano riservati gli altari delle chiese) e tutti i personaggi ritratti dovevano avere avuto un legame con la città. Nella maggior parte dei casi si tratta infatti di professori universitari, artisti, condottieri o ex governanti della città.
La prima statua realizzata fu nel 1775, per prova, una statua di Cicerone, che fu velocemente rimossa per l'assenza di legame tra il personaggio e Padova; fu sostituita con l'attuale statua di Antenore offerta alla città dallo stesso Andrea Memmo. L'ultima delle statue originali fu quella di Francesco Luigi Fanzago collocata nel 1838. In seguito, nel corso dell'Ottocento, fu rifatta la statua di Antonio Savonarola perché eccessivamente deteriorata ed infine, nel 1963, per esigenze di conservazione è stata sostituita con copia (opera di Luigi Strazzabosco) l'unica statua eseguita da Antonio Canova e rappresentante Giovanni Poleni. Le statue raffigurano tutte personalità maschili; l'unica eccezione è quella del busto della poetessa Gaspara Stampa collocato ai piedi della statua dedicata ad Andrea Briosco.
I piedistalli e le statue sono realizzati in pietra di Vicenza, un calcare tenero cavato in diverse località dei Colli Berici. Esso si presta molto bene all'uso in scultura per la sua facile scolpibilità, ma presenta di contro un facile deterioramento. Diversi interventi di restauro e conservazione sono stati operati sulle statue dalla fine dell'Ottocento. L'ultimo esteso intervento sulle statue risale ai primi anni novanta del XX secolo.
Le statue furono fondamentali per la trasformazione del Prato non solo visivamente ma anche finanziariamente. Infatti furono pagate da singoli cittadini o gruppi previo il versamento di una somma che poteva variare tra i 135 e i 150 zecchini e che servì sia al costo vivo della statua sia come contributo ai lavori generali del Prato. La somma poteva anche essere versata in due o tre anni di tempo.

### Personalità raffigurate nelle statue
La numerazione segue le cifre scolpite sui basamenti delle statue.
| Recinto esterno - 01 Antonio Diedo - 02 Antenore - 03 Alberto Azzo II d'Este - 04 Publio Clodio Trasea Peto - 05 Torquato Tasso - 06 Pietro d'Abano - 07 Giovanni Francesco Mussato - 08 Pagano della Torre - 09 Lucio Arunzio Stella - 10 Opsicella - 11 Obelisco - 12 Obelisco - 13 Bernardo Nani - 14 Vettor Pisani - 15 Lodovico Sambonifacio - 16 Antonio Michiel - 17 Antonio Barbarigo - 18 Domenico Lazzarini - 19 Taddeo Pepoli - 20 Marco Mantova Benavides - 21 Andrea Mantegna - 22 Papa Paolo II (Pietro Barbo) - 23 Papa Eugenio IV (Gabriele Condulmer) - 24 Bernardino Trevisan - 25 Antonio da Rio - 26 Andrea da Recanati - 27 Ludovico Ariosto - 28 Albertino Mussato - 29 Giuseppe Tartini (e Francesco Antonio Vallotti) - 30 Giovanni Maria Memmo - 31 Michele Morosini - 32 Melchiorre Cesarotti - 33 Obelisco - 34 Obelisco - 35 Francesco Petrarca - 36 Galileo Galilei - 37 Alessandro Orsato - 38 Alteniero degli Azzoni - 39 Sicco Polenton - 40 Antonio Zacco - 41 Cesare Piovene - 42 Maffeo Memmo - 43 Andrea Navagero - 44 Andrea Memmo | Recinto interno - 45 Piedistallo vuoto - 46 Zambono Dotto de' Dauli - 47 Sperone Speroni - 48 Tito Livio - 49 Gerolamo Savorgnan - 50 Fortunio Liceti - 51 Lodovico Buzzaccarini - 52 Giovanni Poleni - 53 Guglielmo Malaspina degli Obizzi - 54 Giovanni Dondi dell'Orologio - 55 Obelisco - 56 Obelisco - 57 Antonio Schinella de' Conti - 58 Jacopino de' Rossi - 59 Gustavo Adamo Baner - 60 Gustavo II Adolfo di Svezia - 61 Matteo de' Ragnina - 62 Giobbe Ludolf di Erfurt - 63 Stefano Gallini - 64 Filippo Salviati - 65 Oberto II Pallavicino - 66 Papa Alessandro VIII (Pietro Ottoboni) - 67 Papa Clemente XIII (Carlo Rezzonico) - 68 Antonio Canova (con il procuratore Antonio Capello) - 69 Francesco Luigi Fanzago - 70 Francesco Pisani - 71 Giulio Pontedera - 72 Nicolò Tron - 73 Francesco Guicciardini - 74 Jacopo Menochio - 75 Giovanni III Sobieski - 76 Stefano I Báthory - 77 Obelisco - 78 Obelisco - 79 Pietro Danieletti (con Giovanni Battista Morgagni) - 80 Rainiero Vasco - 81 Francesco Morosini detto il Peloponnesiaco - 82 Gerolamo Liorsi - 83 Antonio Savonarola - 84 Marino Cavalli - 85 Andrea Briosco (con Gaspara Stampa) - 86 Albertino Papafava - 87 Michele Savonarola - 88 Piedistallo vuoto |  | Statue di dogi veneziani abbattute dall'esercito napoleonico nel 1797: - Antonio Grimani - Marcantonio Giustinian - Alvise Mocenigo - Marcantonio Memmo - Francesco Morosini detto il Peloponnesiaco |

## La vegetazione dell'isola Memmia

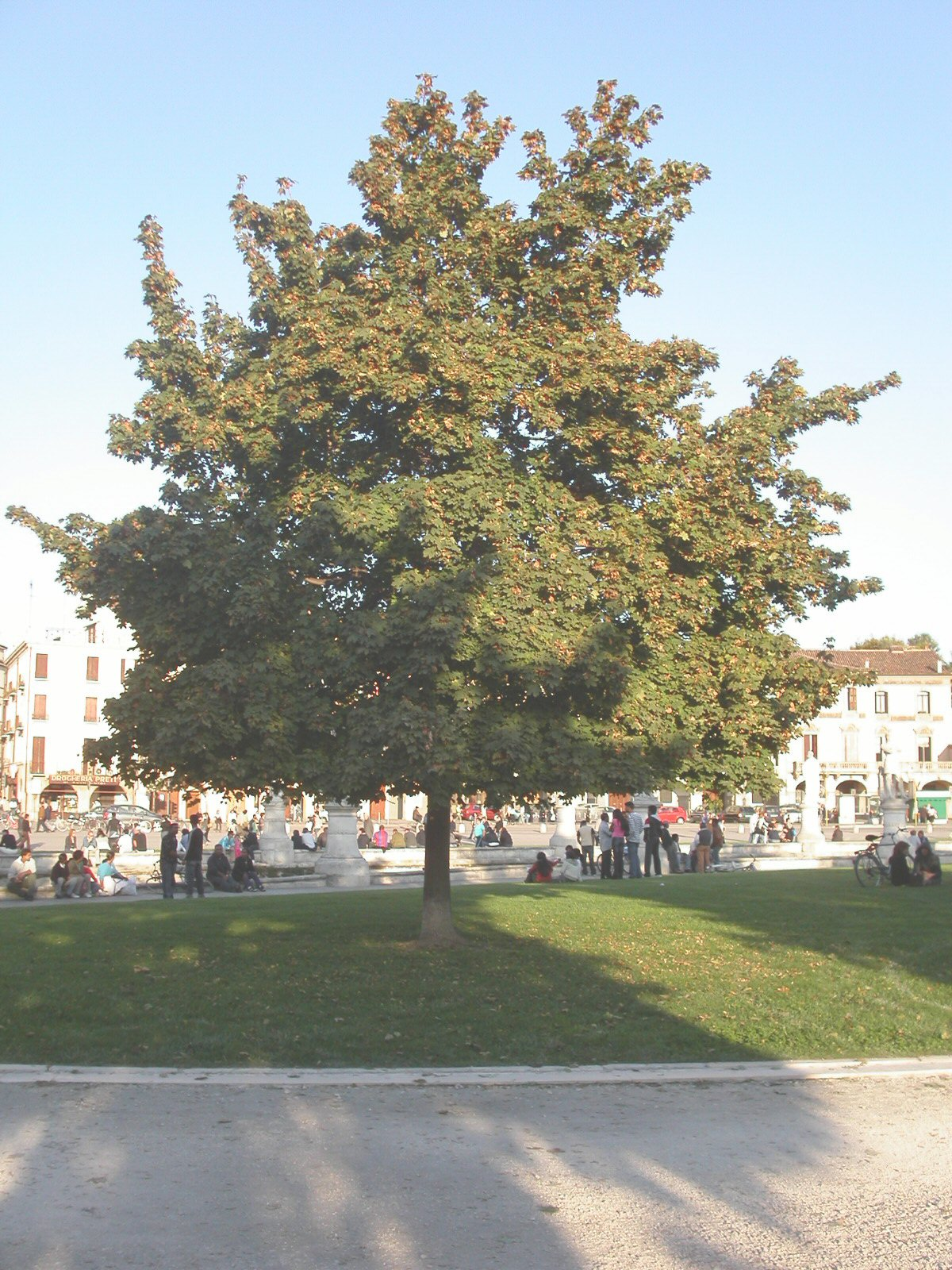
Esemplare di acero riccio nell'isola Memmia

Fino alla trasformazione di fine XVIII secolo il Prato era scarsamente ricoperto d'erba a causa sia dell'intenso uso, che non ne permetteva la crescita, sia dei frequenti eventi alluvionali che coinvolgevano l'area. Nel corso dell'Ottocento la fitta piantumazione di platani ostacolò pesantemente la crescita dell'erba all'interno dell'isola. Infatti, nel XIX secolo, il Prato senza erba diventò uno dei "tre senza" di un celebre detto popolare sulla città di Padova.
Il primo “albero” della storia del Prato fu quello “della libertà” piantato dai francesi nel 1797 (in realtà si trattò di un palo ligneo su un piedistallo posizionato al centro dell'isola Memmia); esso fu di brevissima durata perché abbattuto dagli austriaci dopo otto mesi dalla sua realizzazione in quanto simbolo degli ideali rivoluzionari.
Il primo albero vero fu un tiglio, detto ancora “della libertà”, piantato sempre in seguito all'arrivo delle truppe francesi nel 1805.
L'estesa piantumazione di alberi nel Prato si deve invece al ritorno sotto l'Austria nel 1815 quando si diede il via all'inserimento di liriodendri tulipifera e platanus. Il totale degli alberi inseriti fu di circa 100. Ben presto però i liriodendri soffrirono per la crescita più veloce dei platani cominciando a morire e venendo lentamente sostituiti con altri esemplari di platani fino ad avere, nel corso dell'XIX secolo, una sola specie arborea presente.
Questi esemplari, raggiungendo le dimensioni tipiche della specie (35-40 metri di altezza), modificarono notevolmente la percezione visiva del Prato e del progetto di Andrea Memmo. Lo spazio non poté più essere abbracciato in uno sguardo e le grandi chiome resero meno percepibile la presenza delle statue. Il boschetto così creato fu però a lungo apprezzato proteggendo dal sole e invogliando al passeggio sull'isola.
Colpiti da un fungo (la Ceratocystiis fimbriata (Ell. e Mast.) Davidson), in maniera sempre più grave ed estesa a partire dalla metà del Novecento, i platani sono stati abbattuti nel 1990 con l'eccezione di un unico esemplare salvato. Tale esemplare si è ammalato a sua volta ed è stato abbattuto nel novembre del 2011.
In seguito a un'attenta valutazione si è scelto di sostituire i platani con una nuova specie: l'acero riccio, varietà Summershade. I nuovi alberi sono stati piantati in numero assai inferiore (circa 50) e solo lungo i viali interni; tale specie è stata scelta perché raggiunge altezze (circa 20 metri) assai inferiori al platano ed è quindi maggiormente compatibile con la struttura urbanistico-architettonica del Prato pur continuando a garantire un'adeguata ombra attraverso il suo fitto fogliame.
L'anello d'erba che cinge l'isola all'esterno della canaletta non era previsto nell'idea originale. Giuseppe Jappelli ne propose la creazione nel 1824; l'effettiva realizzazione fu però successiva.

## Le chiese
Sul Prato della Valle si affaccia l'imponente Basilica abbaziale di Santa Giustina, presente sin dal V secolo seppur debba la sua attuale forme al Cinquecento. Vicino sorge il complesso monumentale del monastero. 
Un tempo si affacciavano sul Prato anche le chiese di San Leonino, di Betlemme, della Misericordia demolite agli inizi dell'Ottocento.